# IC 759
IC 759 је ознака објекта на координатама са ректансцензијом 12h 5m 9,3s и деклинацијом + 20° 15" 36'. Открио га је Гијом Бигурдан, 23. марта 1887. Каснијим посматрањима на том положају није уочен никакав астрономски објекат.